# كلية ميهاري الطبية - مدرسة الطب

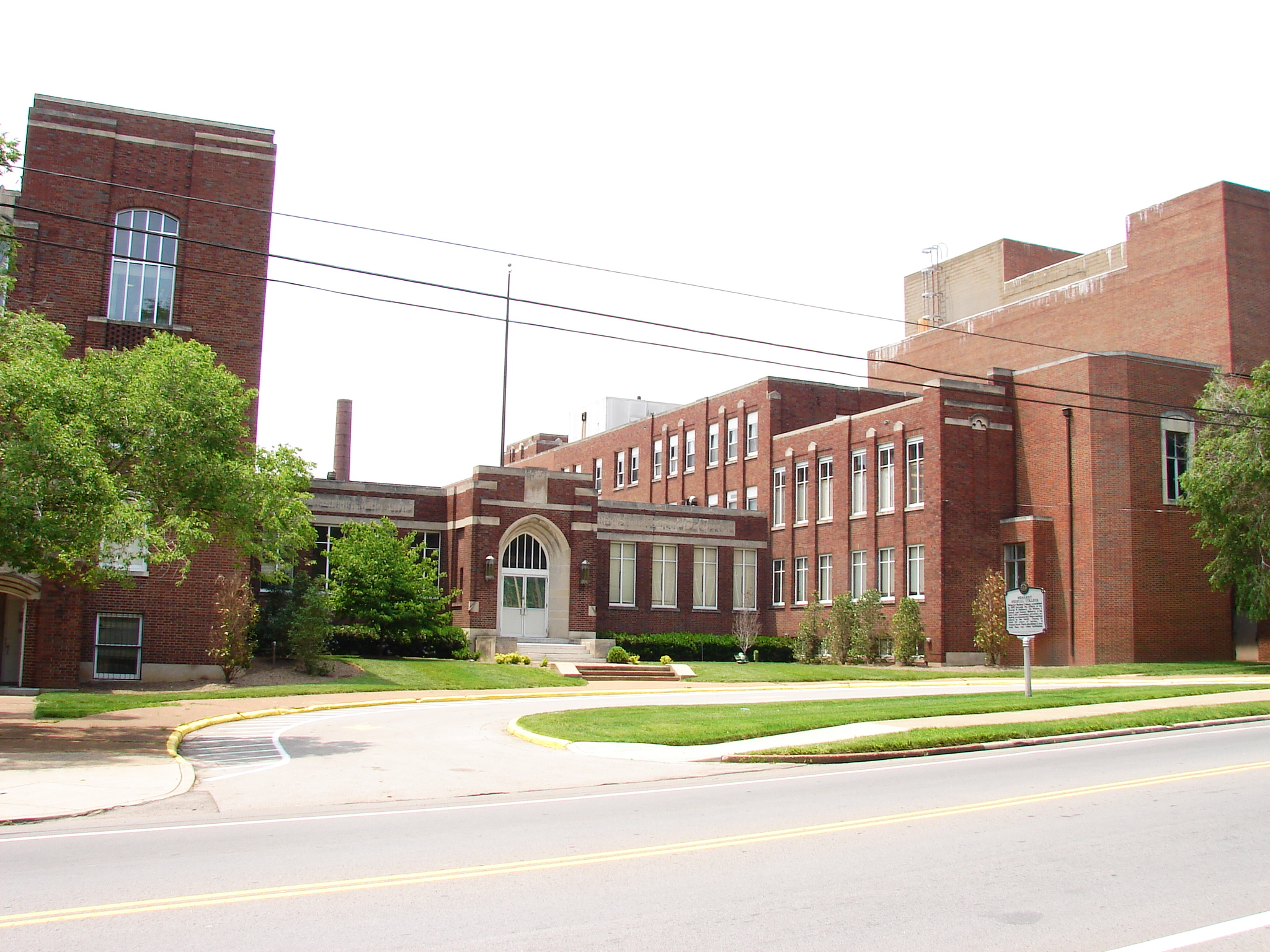
كلية ميهاري الطبية - مدرسة الطب

كلية ميهاري الطبية - مدرسة الطب (بالإنجليزية: Meharry Medical College School of Medicine)‏ هي إحدى الكليات لتدريس الطب في الولايات المتحدة الأمريكية. تقع في مدينة ناشفيل في ولاية تينيسي الأمريكية. نوع الشهادة الطبية التي يتم تحصيلها هناك هي دكتور في الطب.